# Boeotische Bond

Kaart van Boeotië met alle belangrijkste steden op aangeduid.

De Boeotische Bond (Oudgrieks: τὸ κοινὸν τῶν Βοιωτῶν) was in het oude Griekenland de naam van het politieke verbond (koinon) tussen de onafhankelijke steden van Boeotië.

## Geschiedenis
De Bond was ontstaan omstreeks 600 v.Chr., toen de steden van Boeotië besloten zich in een samenwerkingsverband te organiseren onder de leiding van Thebe. Alleen Orchomenos hield zich afzijdig en weigerde mee te werken. Later zouden de groepen rond Thebe en Orchomenos samensmelten tot de Boeotische Bond. Onze bronnen lijken het eens te zijn dat het om veertien steden ging, al durven de namen van deze steden weleens te verschillen.
Tijdens de Perzische Oorlogen gaven de leden van de bond volgens Herodotus blijk van een pro-Perzische gezindheid en waren geneigd tot collaboratie. Daarom lieten de Atheners na hun overwinning op de Perzen de bond ontbinden. De hieronder vermelde structuren kwamen tot stand in 447 v.Chr., na een Thebaanse overwinning op de Atheners nabij Coronea. Naderhand, tijdens de Peloponnesische Oorlog, streed de Boeotische Bond aan de zijde van Sparta, maar steunde toch weer Athene tégen Sparta in de Korinthische Oorlog (395-386 v.Chr.). Na het afsluiten van de Koningsvrede in 386 werd de alliantie voor de tweede maal ontbonden.

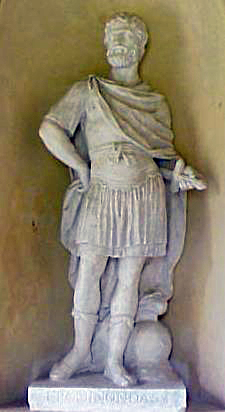
Epaminondas

Samen met zijn vriend Pelopidas ijverde de Thebaanse leider Epaminondas voor de derde heroprichting van de Boeotische Bond. In 371 v.Chr. eiste hij, als een van de Thebaanse afgevaardigden bij vredesonderhandelingen met Sparta, dat het woord "Thebanen" in de tekst van het verdrag vervangen werd door "Boeotiërs", hetgeen op een feitelijke erkenning van de Boeotische Bond neerkwam. Het kwam tot een heftige ruzie met Sparta, dat liever met de Boeotische steden apart vrede had willen sluiten, niet als bond onder Thebaanse hegemonie. Aan het hoofd en met de steun van de nieuwe bond consolideerde Epaminondas de volgende jaren de kortstondige Thebaanse hegemonie in Griekenland.
Ook nadat Alexander de Grote in 335 v.Chr. Thebe had laten verwoesten, speelde de Boeotische Bond nog even een belangrijke rol door een alliantie met Macedonië, tot de Romeinen in 146 v.Chr. Boeotië bezetten en het bondgenootschap definitief ophield te bestaan.

## Structuren van de bond

### Lokale structuren
Elke individuele lidstaat werd bestuurd door vier alternerende raden (βουλαί / boulaí), waarvan het lidmaatschap bepaald werd door het bezit. Elke boulè (βουλή / boulê) zetelde gedurende één trimester van het jaar, en bereidde de agendapunten en de beslissingen voor die in de plenaire vergadering van de vier raden samen moesten worden besproken en goedgekeurd. Boven deze stedelijke raden stond een federaal bestuur.

### Federale structuren
Het territorium van Boeotië was verdeeld in elf regionale districten, waarvan vier voor de stad Thebe alleen al. Elk district verkoos een eigen boeotarchos, en vaardigde zestig raadsleden af voor de federale raad. De elf boeotarchoi bekleedden samen de hoogste politieke (en militaire) macht, maar stonden onder permanente controle van de 660 raadsleden.

### Militaire structuren
Elk district leverde voor het bondsleger een eigen delegatie van duizend hoplieten en honderd ruiters, waarover de boeotarchen het bevel voerden.

## Verder lezen
- E. Saglio, art. Boeoticum foedus, in C. Daremberg - E. Saglio (edd.), Le Dictionnaire des Antiquités Grecques et Romaines, I.1, Paris, 1877, pp. 714-719.
- R. Whiston - H. Hager, art. Boeotarches, in W. Smith - W. Wayte - G.E. Marindin (edd.), A Dictionary of Greek and Roman Antiquities, Londen, 1890, pp. 300-302.
- R.J. Buck, Boiotia and the Boiotian League 432-371 B.C., Edmonton, 1994. ISBN 0888642539
- art. Boeotian League[dode link], in Compton's Desk Reference (= Encyclopædia Britannica) (2006).